# دوري السوبر الأوغندي 1978
دوري السوبر الأوغندي 1978 (بالإنجليزية: 1978 Uganda National League)‏ هو موسم من دوري السوبر الأوغندي. أشرف على تنظيمه اتحاد أوغندا لكرة القدم، وكان عدد الأندية المشاركة فيه 16، وفاز فيه نادي سيمبا.